# Norma Merlo
Norma Merlo (Buenos Aires, 1934-La Paz, 14 de marzo de 2021) fue una actriz de cine, asistente de dirección, directora de teatro y televisión nacida en Argentina y radicada en Bolivia. Recibió reconocimientos por su trayectoria artística y apoyo a la cultura en Bolivia.  

## Trayectoria artística
Lllegó a Bolivia en 1975. Estudió teatro con el grupo Nuevo Teatro bajo la dirección de Pedro Asquini y Alejandra Boero. En 1987 debutó como directora con el grupo Le Rideau de la Alianza Francesa. Integró el elenco estable del Instituto Nacional de Música y Artes Escénicas (INMAE) entre 1988-1993, dependiente del Viceministerio de Culturas junto a Mabel Rivera.
Durante sus años de carrera teatral trabajó junto a Maritza Wilde, Marta Monzón, Rose Marie Canedo, Mabel Rivera y Luis Bredow.También contó con una larga trayectoria en la Cinemateca Boliviana.
Falleció en 2021 por problemas de salud relacionados con la diabetes. El mismo año se denominó en su honor al teatro municipal de cámara de La Paz.

## Cine y televisión
- La ciega (1979)
- Amargo Mar (1984)
- Cuestión de Fe (1994)
- Radio Pasión (1994)
- El día que murió el silencio (1997)
- Santa Juana de América (2004)
- La entrega (2019)

## Teatro
- A la diestra de Dios Padres
- La casa de Bernarda Alba
- Amor sin barreras
- Una madre[5]

## Premios y reconocimientos
Norma Merlo fue merecedora de numerosas distinciones: 
- Reconocimiento del Gobierno Municipal de La Paz (1993)
- Medalla al mérito cultural (2004)[1][6]
- Premio Kusillo a la trayectoria en el Festival Internacional de Teatros de La Paz (FITAZ) (2007)
- Premio a la mejor actriz por el Teatro Peter Travesí (2007)
- Premio Oscar Soria Gamarra por la Cinemateca Boliviana (2012)
- Premio Semilla de cine por la Cinemateca Boliviana (2014)[7]
- Hija acogida del municipio de La Paz (2021)[4] [8]